# マルク・レイゼン
マルク・オシポヴィチ・レイゼン（ロシア語: Марк Осипович Рейзен, ラテン文字転写: Mark Osipovich Reizen、1895年7月3日（ユリウス暦6月21日） ザイツェヴォ - 1992年11月25日 モスクワ）はソビエト連邦のオペラ歌手（バス）。ボリショイ劇場ソリスト、ソ連人民芸術家（1937年授与）、スターリン賞受賞者。

## 概要
ロシア帝国エカテリノスラフ県ザイツェヴォ（現ウクライナ、ドネツィク州ホルリウカ）のユダヤ人家庭に生まれる。第一次世界大戦では武勲を立て、聖ゲオルギー十字勲章を授与されている。1917年から1918年にかけてハリコフ音楽院でフェデリコ・ブガメッリに声楽を学び、1921年にハリコフ歌劇場のソリストとなる。その後は、1925年から1930年までレニングラード・オペラ・バレエ劇場（マリインスキー劇場）、1930年から1954年までボリショイ劇場でソリストとして活躍した。ボリショイ劇場には晩年にも出演しており、1985年、90歳でチャイコフスキーの『エフゲニー・オネーギン』グレーミン公爵を歌っている。
大祖国戦争中は、兵士のため前線において歌い、戦後（1945年 - 1946年）も東ヨーロッパ諸国に駐屯したソ連兵士のために演奏旅行を行っている。オペラでの活躍のほか、ドイツ・リートやロシア・ロマンス、ソ連の大衆歌曲（イサーク・ドゥナエフスキー、ドミトリー・ポクラッス、ティホン・フレンニコフなどの作品）も歌っている。
歌手としての活動に加えて教育者としても教鞭をとり、1954年からグネーシン音楽大学で声楽教授を始め、1965年から1970年まではモスクワ音楽院で声楽科長を務めた。1992年、モスクワにて没。

## 受賞
- 1937年：ソ連人民芸術家
- 1941年：スターリン賞第1席 オペラ・声楽における優れた業績に対して
- 1949年：スターリン賞第1席 ムソルグスキー『ボリス・ゴドゥノフ』タイトル・ロールの演技に対して
- 1951年：スターリン賞第1席 ムソルグスキー『ホヴァーンシチナ』ドシフェイの演技に対して

## 出演映画
- 1951年：『大演奏会 Большой концерт』（フィルム・コンサート、DVD発売時のタイトルは『ボリショイ黄金期の芸術家たち』）
- 1953年：『アレコ』（オペラ映画）
- 1959年：『ホヴァーンシチナ』（オペラ映画）

## オペラ録音
- 1937年：グリンカ『ルスランとリュドミラ』（サモスード指揮 ルスラン役）
- 1946年：ムソルグスキー『ホヴァーンシチナ』（ハイキン指揮 ドシフェイ役）
- 1947年：リムスキー＝コルサコフ『サトコ』（ネボルシン指揮 ノルマンの商人役）
- 1948年：ムソルグスキー『ボリス・ゴドゥノフ』（ゴロワノフ指揮 タイトル・ロール）
- 1948年：チャイコフスキー『エフゲニー・オネーギン』（オルロフ指揮 グレーミン公爵役）
- 1948年：グノー『ファウスト』（ネボルシン指揮 メフィストフェレス役）
- 1951年：リムスキー＝コルサコフ『モーツァルトとサリエリ』（サモスード指揮 サリエリ役）
- 1953年：リムスキー＝コルサコフ『サトコ』（ゴロワノフ指揮 ノルマンの商人役）
- 1953年：ロッシーニ『セビリアの理髪師』（サモスード指揮 バジリオ役）
- 1954年：ムソルグスキー『ホヴァーンシチナ』（ネボルシン指揮 ドシフェイ役）
- 1955年：ボロディン『イーゴリ公』（メリク＝パシャーエフ指揮 コンチャーク汗役）